# Eumorphometra concinna
Eumorphometra concinna is een haarster uit de familie Antedonidae.
De wetenschappelijke naam van de soort werd in 1915 gepubliceerd door Austin Hobart Clark.